# NGC 5629
NGC 5629 (другие обозначения — UGC 9281, MCG 4-34-34, ZWG 133.65, PGC 51681) — линзообразная галактика (S0) в созвездии Волопас.
Этот объект входит в число перечисленных в оригинальной редакции «Нового общего каталога».